# Wereldkampioenschappen baanwielrennen 1965
De wereldkampioenschappen baanwielrennen 1965 werden gehouden van 6 tot en met 12 september 1965 in het Spaanse San Sebastian. Er stonden negen onderdelen op het programma, drie voor beroepsrenners, vier voor amateurs en twee voor vrouwen.

## Uitslagen

### Beroepsrenners
| Onderdeel     | Goud              | Goud   | Zilver           | Zilver | Brons         | Brons                    |
| ------------- | ----------------- | ------ | ---------------- | ------ | ------------- | ------------------------ |
| Sprint        | Giuseppe Beghetto | Italië | Patrick Sercu    | België | Ron Baensch   | Australië                |
| Achtervolging | Leandro Faggin    | Italië | Ferdinand Bracke | België | Dieter Kemper | Bondsrepubliek Duitsland |
| Stayeren      | Guillermo Timoner | Spanje | Romain De Loof   | België | Jaap Oudkerk  | Nederland                |

### Amateurs
| Onderdeel            | Goud                                                                     | Goud        | Zilver                                                              | Zilver      | Brons                                                 | Brons             |
| -------------------- | ------------------------------------------------------------------------ | ----------- | ------------------------------------------------------------------- | ----------- | ----------------------------------------------------- | ----------------- |
| Sprint               | Omar Phakadze                                                            | Sovjet-Unie | Giordano Turrini                                                    | Italië      | Daniel Morelon                                        | Frankrijk         |
| Achtervolging        | Tiemen Groen                                                             | Nederland   | Stanislav Moskvin                                                   | Sovjet-Unie | Preben Issaksson                                      | Denemarken        |
| Ploegenachtervolging | Stanislav Moskvin Sergeï Teretschenkov Michail Koljuschov Leonid Vukolov | Sovjet-Unie | Cipriano Chemello Vincenzo Mantovani Aroldo Spadoni Luigi Roncaglia | Italië      | Jiří Daler Milan Puzrla Frantisek Rezak Milos Jelinek | Tsjecho-Slowakije |
| Stayeren             | Miguel Mas                                                               | Spanje      | Etienne Van der Vieren                                              | België      | Alain Maréchal                                        | Frankrijk         |

### Vrouwen
| Onderdeel     | Goud             | Goud        | Zilver           | Zilver                         | Brons         | Brons                          |
| ------------- | ---------------- | ----------- | ---------------- | ------------------------------ | ------------- | ------------------------------ |
| Sprint        | Valentina Savina | Sovjet-Unie | Galina Ermolaeva | Sovjet-Unie                    | Karin Stüwe   | Duitse Democratische Republiek |
| Achtervolging | Yvonne Reynders  | België      | Hannelore Mattig | Duitse Democratische Republiek | Aino Pouronen | Sovjet-Unie                    |

### Medaillespiegel
| Plaats | Land                           | Goud | Zilver | Brons | Totaal |
| 1      | Sovjet-Unie                    | 3    | 2      | 1     | 6      |
| 2      | Italië                         | 2    | 2      | 0     | 4      |
| 3      | Spanje                         | 2    | 0      | 0     | 2      |
| 4      | België                         | 1    | 4      | 0     | 5      |
| 5      | Nederland                      | 1    | 0      | 1     | 2      |
| 6      | Duitse Democratische Republiek | 0    | 1      | 1     | 2      |
| 7      | Frankrijk                      | 0    | 0      | 2     | 2      |
| 8      | Australië                      | 0    | 0      | 1     | 1      |
| 8      | Denemarken                     | 0    | 0      | 1     | 1      |
| 8      | Bondsrepubliek Duitsland       | 0    | 0      | 1     | 1      |
| 8      | Tsjecho-Slowakije              | 0    | 0      | 1     | 1      |
| Totaal | Totaal                         | 9    | 9      | 9     | 27     |